# Добжениці-Малі
Добжениці-Малі (пол. Dobrzenice Małe) — село в Польщі, у гміні Мохово Серпецького повіту Мазовецького воєводства.
Населення — 131 особа (2011).
У 1975-1998 роках село належало до Плоцького воєводства.

## Демографія
Демографічна структура станом на 31 березня 2011 року:
|          | Загалом | Допрацездатний вік | Працездатний вік | Постпрацездатний вік |
| -------- | ------- | ------------------ | ---------------- | -------------------- |
| Чоловіки | 70      | 23                 | 45               | 2                    |
| Жінки    | 61      | 12                 | 37               | 12                   |
| Разом    | 131     | 35                 | 82               | 14                   |